# Navajún
Navajún tỉnh và cộng đồng tự trị La Rioja, phía bắc Tây Ban Nha. Đô thị này có diện tích là 16,38 ki-lô-mét vuông, dân số năm 2009 là 20 người với mật độ 1,22 người/km². Đô thị này có cự ly 96 km so với Logroño.